# Liste des monuments historiques d'Autun
Ce tableau présente la liste de tous les monuments historiques classés ou inscrits dans la ville d'Autun, Saône-et-Loire, en France.

## Liste
| Monument                               | Adresse                                               | Coordonnées                      | Notice         | Protection     | Date           | Illustration                          |
| -------------------------------------- | ----------------------------------------------------- | -------------------------------- | -------------- | -------------- | -------------- | ------------------------------------- |
| Abbaye Saint-Jean-le-Grand             |                                                       | 46° 57′ 31″ nord, 4° 18′ 02″ est | « PA00113072 » | Inscrit        | 1942           | Abbaye Saint-Jean-le-Grand            |
| Abbaye Saint-Symphorien                |                                                       | 46° 58′ 05″ nord, 4° 18′ 54″ est | « PA00132879 » | Inscrit Classé | 1993 1994      | Abbaye Saint-Symphorien               |
| Alignement du Camp de la Justice       | Camp de la Justice Chemin de la Justice               | 46° 59′ 22″ nord, 4° 19′ 02″ est | « PA00113452 » | Classé         | 1921           | Alignement du Camp de la Justice      |
| Boucherie Saint-Louis                  | 29 rue Guérin                                         | 46° 57′ 10″ nord, 4° 18′ 02″ est | « PA00135231 » | Inscrit        | 1995           | Boucherie Saint-Louis                 |
| Boucherie Varmenot                     | 4 rue Guérin                                          | 46° 57′ 07″ nord, 4° 18′ 01″ est | « PA00135232 » | Inscrit        | 1995           | Boucherie Varmenot                    |
| Café de la Bourse                      | 18 avenue Charles-de-Gaulle                           | 46° 57′ 08″ nord, 4° 17′ 49″ est | « PA00135233 » | Inscrit        | 1996           | Café de la Bourse                     |
| Cathédrale Saint-Lazare                | Place du Terreau Rue Notre-Dame                       | 46° 56′ 42″ nord, 4° 17′ 57″ est | « PA00113073 » | Classé         | 1840           | Cathédrale Saint-Lazare               |
| Chapelle Saint-Nicolas musée lapidaire | Rue Saint-Nicolas                                     | 46° 57′ 20″ nord, 4° 18′ 02″ est | « PA00113074 » | Classé         | 1945           | Chapelle Saint-Nicolasmusée lapidaire |
| Charcuterie                            | 1 grande rue Marchaux                                 | 46° 57′ 13″ nord, 4° 18′ 03″ est | « PA00135234 » | Inscrit        | 1995           | Charcuterie                           |
| Château d'Eschamps                     |                                                       | 46° 58′ 13″ nord, 4° 16′ 39″ est | « PA00113549 » | Inscrit        | 1991           | Château d'Eschamps                    |
| Château du Petit Montjeu               | Rue du Faubourg-Saint-Blaise                          | 46° 56′ 17″ nord, 4° 17′ 59″ est | « PA00132551 » | Inscrit        | 1994           | Château du Petit Montjeu              |
| Couvent de la Visitation               | 14 rue aux Raz                                        | 46° 56′ 48″ nord, 4° 17′ 51″ est | « PA00132544 » | Inscrit        | 1994           | Couvent de la Visitation              |
| Crypte de l'abbaye Saint-Andoche       | 7 rue Saint-Germain                                   | 46° 56′ 57″ nord, 4° 17′ 41″ est | « PA00125325 » | Inscrit        | 1993           | Crypte de l'abbaye Saint-Andoche      |
| Église Saint-Jean                      | Quartier Saint-Jean                                   | 46° 57′ 31″ nord, 4° 18′ 01″ est | « PA00113075 » | Inscrit        | 1944           | Église Saint-Jean                     |
| Église Saint-Pierre-l'Estrier          | 21 rue de l'Hermitage                                 | 46° 57′ 41″ nord, 4° 19′ 17″ est | « PA00113076 » | Classé         | 1979           | Église Saint-Pierre-l'Estrier         |
| Fontaine Saint-Lazare                  | Place du Terreau                                      | 46° 56′ 43″ nord, 4° 17′ 57″ est | « PA00113078 » | Classé         | 1862           | Fontaine Saint-Lazare                 |
| Groupe cathédral et canonial           | 9 place du Terreau                                    | 46° 56′ 42″ nord, 4° 17′ 59″ est | « PA00113097 » | Classé         | 2017           | Groupe cathédral et canonial          |
| Hôpital Saint-Gabriel                  | 9 boulevard Frédéric-Latouche                         | 46° 57′ 06″ nord, 4° 18′ 06″ est | « PA00113079 » | Inscrit        | 1971           | Hôpital Saint-Gabriel                 |
| Hôtel Arbelet                          | 17 rue de l'Arquebuse                                 | 46° 57′ 01″ nord, 4° 18′ 08″ est | « PA00113087 » | Inscrit        | 1975           | Hôtel Arbelet                         |
| Hôtel du Chancelier Rolin Musée Rolin  | 3 rue des Bancs                                       | 46° 56′ 44″ nord, 4° 17′ 58″ est | « PA00113080 » | Classé         | 1877           | Hôtel du Chancelier RolinMusée Rolin  |
| Hôtel de Chevannes                     | 24 rue Saint-Saulge                                   | 46° 56′ 54″ nord, 4° 17′ 54″ est | « PA00113082 » | Inscrit        | 1957           | Hôtel de Chevannes                    |
| Hôtel de Ganay                         | 7 rue de l'Arquebuse                                  | 46° 56′ 59″ nord, 4° 18′ 03″ est | « PA00113083 » | Inscrit        | 1972           | Hôtel de Ganay                        |
| Hôtel d'Éguilly                        | 5 impasse du Jeu-de-Paume                             | 46° 56′ 42″ nord, 4° 17′ 52″ est | « PA00113081 » | Inscrit        | 1973           | Hôtel d'Éguilly                       |
| Hôtel de Millery                       | 12 rue Notre-Dame                                     | 46° 56′ 41″ nord, 4° 17′ 55″ est | « PA71000018 » | Inscrit        | 2001           | Hôtel de Millery                      |
| Hôtel d'Orsenne                        | 12 rue Jean-et-Bernard-de-Lattre-de-Tassigny          | 46° 57′ 03″ nord, 4° 17′ 59″ est | « PA00113085 » | Inscrit        | 1971           | Hôtel d'Orsenne                       |
| Immeuble                               | 3 rue Jean-et-Bernard-de-Lattre-de-Tassigny           | 46° 57′ 06″ nord, 4° 18′ 00″ est | « PA00113084 » | Inscrit        | 1972           | Immeuble                              |
| Lycée Bonaparte                        | Place du Champ-de-Mars                                | 46° 56′ 58″ nord, 4° 17′ 50″ est | « PA00113150 » | Classé Inscrit | 1943 2014 2021 | Lycée Bonaparte                       |
| Lycée militaire Ancien séminaire       |                                                       | 46° 57′ 01″ nord, 4° 18′ 23″ est | « PA00113099 » | Inscrit        | 1932           | Lycée militaireAncien séminaire       |
| Maison Chareyre                        | Contiguë à la tour de l'Horloge                       | 46° 57′ 13″ nord, 4° 18′ 01″ est | « PA00113086 » | Inscrit        | 1934           | Maison Chareyre                       |
| Maison à pans de bois                  | 23 grande rue Marchaux                                | 46° 57′ 16″ nord, 4° 18′ 00″ est | « PA00113089 » | Inscrit        | 1944           | Maison à pans de bois                 |
| Maison Saint-Christophe                | 7 et 9 rue Cocand                                     | 46° 56′ 46″ nord, 4° 17′ 54″ est | « PA00113088 » | Inscrit Classé | 1932 1984      | Maison Saint-Christophe               |
| Maison du Tripot                       | 6 rue Notre-Dame 1 impasse du Jeu-de-Paume            | 46° 56′ 42″ nord, 4° 17′ 55″ est | « PA00113090 » | Classé         | 1984           | Maison du Tripot                      |
| Monument aux morts                     | Place du Champ de Mars                                | 46° 56′ 59″ nord, 4° 17′ 57″ est | « PA71000078 » | Inscrit        | 2016           | Monument aux morts                    |
| Palais épiscopal                       | Place du Terreau                                      | 46° 56′ 44″ nord, 4° 18′ 03″ est | « PA00113077 » | Inscrit        | 1929 1995      | Palais épiscopal                      |
| Passage Balthus                        | Entre la rue aux Cordiers et la rue du Général-Demetz | 46° 56′ 56″ nord, 4° 17′ 55″ est | « PA00113092 » | Inscrit        | 1975           | Passage Balthus                       |
| Porte d'Arroux                         | Rue du Faubourg-d'Arroux                              | 46° 57′ 36″ nord, 4° 17′ 43″ est | « PA00113093 » | Classé         | 1846           | Porte d'Arroux                        |
| Porte Saint-André                      | Rue du Faubourg-Saint-André                           | 46° 57′ 28″ nord, 4° 18′ 21″ est | « PA00113094 » | Classé         | 1846           | Porte Saint-André                     |
| Prison                                 | Place Saint-Louis                                     | 46° 56′ 46″ nord, 4° 17′ 59″ est | « PA00113095 » | Classé         | 2017           | Prison                                |
| Pyramide de Couhard                    | Pierre de Couhard                                     | 46° 56′ 36″ nord, 4° 18′ 50″ est | « PA00113096 » | Classé         | 1840           | Pyramide de Couhard                   |
| Remparts romains                       |                                                       | 46° 56′ 46″ nord, 4° 17′ 49″ est | « PA00113098 » | Inscrit Classé | 1927 1937      | Remparts romains                      |
| Rotonde ferroviaire                    | 20 rue Carion                                         | 46° 34′ 20″ nord, 4° 10′ 27″ est | « PA71000093 » | Inscrit        | 2020           | Rotonde ferroviaire                   |
| Statue de la Vierge à l'enfant         | 37 grande rue Marchaux                                | 46° 57′ 18″ nord, 4° 17′ 59″ est | « PA00113100 » | Classé         | 1932           | Statue de la Vierge à l'enfant        |
| Pseudo-temple d'Apollon                | 6 place Anatole de Charmasse                          | 46° 57′ 01″ nord, 4° 18′ 14″ est | « PA71000066 » | Classé         | 2014           | Pseudo-temple d'Apollon               |
| Temple de Janus                        | La Genetoye                                           | 46° 57′ 41″ nord, 4° 17′ 18″ est | « PA00113101 » | Classé         | 1840           | Temple de Janus                       |
| Théâtre                                | 2 avenue Charles-de-Gaulle                            | 46° 57′ 02″ nord, 4° 17′ 55″ est | « PA00113552 » | Inscrit        | 1991           | Théâtre                               |
| Théâtre romain                         |                                                       | 46° 57′ 10″ nord, 4° 18′ 34″ est | « PA00113102 » | Classé         | 1840           | Théâtre romain                        |
| Tour de la Bondue                      | 10 rue de la Bondue                                   | 46° 57′ 16″ nord, 4° 18′ 03″ est | « PA71000073 » | Inscrit        | 2015           | Tour de la Bondue                     |
| Tour de l'Horloge                      | Petite-rue-Marchaux                                   | 46° 57′ 13″ nord, 4° 18′ 01″ est | « PA00113103 » | Inscrit        | 1927 2023      | Tour de l'Horloge                     |
| Tour des Ursulines                     | Rue de Rivault                                        | 46° 56′ 30″ nord, 4° 17′ 55″ est | « PA00113104 » | Classé         | 1994           | Tour des Ursulines                    |